# Караталски район
Караталски район (на казахски: Қаратал ауданы) е съставна част на Жетъсуска област, Казахстан, с обща площ 24 140 км2 и население 46 680 души (по приблизителна оценка към 1 януари 2020 г.). Мнозинството от населението са казахи (59,2 %), следвани от руснаците (22,9 %).
Административен център е село Уштобе.